# Ivan od Saint-Pola
Ivan od Châtillona je bio grof Saint-Pola u srednjovjekovnoj Francuskoj. O njemu se jako malo zna.
Njegovi su roditelji bili Guy IV. od Saint-Pola i Marija Bretonska, preko koje je bio unuk kraljevne Beatrice Engleske.
Ivan je oženio Ivanu de Fiennes (? – 1353.), koja je bila kći Ivana od Fiennesa, gospodara Tingryja i Izabele Flandrijske (kći Guya Flandrijskog i Izabele Luksemburške).
Ivana je Ivanu rodila Guya V. i Matildu (? – 1373.), koja se udala za Guya I. od Lignyja. Matilda je nakon bratove smrti postala grofica Saint-Pola.
Ivana de Fiennes se nakon muževljeve smrti (1344.) preudala za Ivana de Mortagnea. On je bio lord Landasa i Bouvigniesa.